# 庙子岗农会
庙子岗农会，位于中国广东省清远市清新县太和镇五星管理区，为清远市清新县的一个县级文物保护单位，类型为近现代重要史迹及代表性建筑，公布时间为1995年。
庙子岗农会的历史年代为大革命时期（1923）。